# 周慧
周慧（1976年11月—），江苏徐州人，汉族，无党派人士。中华人民共和国政治人物、第十三届全国人民代表大会浙江地区代表。

## 生平
2018年2月24日，当选为第十三届全国人大代表。